# والیم (استان سلیزیا سفلی)
والیم (به لاتین: Walim) یک روستا در لهستان است که در گمینا والیم واقع شده‌است. والیم ۲٬۳۴۰ نفر جمعیت دارد.